# Serie A playoff 2011-2012 (rugby a 15)
I play-off/play-out della serie A di rugby a 15 2011-12 si tennero dal 20 maggio al 3 giugno 2012 e videro impegnate otto squadre provenienti dai campionati stagionali di serie A1 e serie A2.

## Squadre partecipanti

### Play-outsalvezza
1. Grande Milano (11ª serie A1)
2. Livorno (12ª Serie A1)
3. Avezzano (9ª serie A2)
4. Paese (10ª serie A2)

### Play-offpromozione
1. Fiamme Oro (1ª serie A1)
2. San Donà (2ª serie A1)
3. Lyons (3ª serie A1)
4. Capitolina (1ª serie A2)

## Formula
Per quanto riguarda i play-off:
- la seconda e la terza classificata di serie A1 si incontrarono in gara doppia nella prima semifinale
- la vincitrice della serie A1 e quella di A2 si incontrarono nella seconda semifinale, sempre in gara doppia.
- le vincitrici delle due semifinali si incontrarono per il titolo di campione d'Italia di serie A e la promozione in Eccellenza[1].

Relativamente ai play-out:
- le squadre agli ultimi due posti di serie A1 dovettero spareggiare con la terzultima e quartultima della serie A2 per mantenere il posto in A2 ed evitare la retrocessione in serie B.

Le squadre agli ultimi due posti di serie A1 dovettero spareggiare con la terzultima e quartultima della serie A2 per mantenere come minimo il posto in tale serie per la stagione successiva ed evitare la retrocessione in serie B.
Le sconfitte da tali spareggi furono retrocesse in serie B, mentre le vincenti furono riassegnate (se provenienti dalla A1) o rimasero in serie A2.
In ogni accoppiamento la squadra con il ranking più alto incontrò quella con ranking più basso in doppia gara, con quella d'andata in casa di quest'ultima.

## Play-out
|  | Play-out      |               |    |    |    |  |
|  |               |               |    |    |    |  |
|  | Avezzano      | Avezzano      | 36 | 24 | 60 |  |
|  | Livorno       | Livorno       | 28 | 7  | 35 |  |
|  | Paese         | Paese         | 22 | 18 | 40 |  |
|  | Grande Milano | Grande Milano | 20 | 18 | 38 |  |

### Incontri
| Arbitro: | Roscini (Milano) |

|                                            |      |                                    |
| Thomsen 67’ Speranza 71’ Angeloni 46’, 77’ | mt   | 17’ Bonavia 40+2’, 54’ G. Brancoli |
| Thomsen 46’, 67’                           | tr   | 40+2’, 54’ G. Brancoli             |
| Thomsen 4’, 23’, 29’                       | c.p. | 31’, 60’, 69’ G. Brancoli          |
| Fidanza 19’                                | drop |                                    |

| Arbitro: | Traversi (Rovigo) |

|                                   |      |                        |
| Gigliodoro 24’                    | mt   | 29’ Mbanda 38’ Romascu |
| Agnoletto 24’                     | tr   | 29’, 38’ D. Viganò     |
| Agnoletto 10’, 31’, 50’, 68’, 80’ | c.p. | 5’, 75’ D. Viganò      |

| Arbitro: | Pennè (Milano) |

|                 |      |                             |
| Cortesi 16’     | mt   | 47’ M. Babbo 80+5’ Angeloni |
| A. Brancoli 16’ | tr   | 47’ Thomsen                 |
|                 | c.p. | 6’, 26’, 40+1’, 40+3’       |

| Arbitro: | Marrama (Padova) |

|                        |      |                    |
| Vicinanza 5’ Negri 34’ | mt   | 50’, 58’ Tamas     |
| D. Viganò 34’          | tr   | 50’ Agnoletto      |
| D. Viganò 22’, 63’     | c.p. | 72’, 79’ Agnoletto |

## Play-off
|  | Semifinali | Semifinali | Semifinali | Semifinali | Semifinali |  |  | Finale     | Finale     | Finale |  |
|  |            |            |            |            |            |  |  |            |            |        |  |
|  | 1A2        | Capitolina | 21         | 18         | 39         |  |  |            |            |        |  |
|  | 1A1        | Fiamme Oro | 15         | 31         | 46         |  |  | Fiamme Oro | Fiamme Oro | 9      |  |
|  | 3A1        | Lyons      | 12         | 8          | 20         |  |  | San Donà   | San Donà   | 13     |  |
|  | 2A1        | San Donà   | 9          | 33         | 42         |  |  |            |            |        |  |

### Semifinali
| Arbitro: | Vivarini (Padova) |

|                                 |      |                          |
| G. Rebecchini 10’ Iacolucci 44’ | mt   | 15’ Forcucci 50’ Sapuppo |
| Diana 44’                       | tr   | 50’ Benetti              |
| Diana 39’                       | c.p. | 17’, 39’, 55’ Benetti    |

| Arbitro: | Liparini (Livorno) |

|                       |      |                      |
| Haimona 40’, 59’, 72’ | c.p. | 6’, 14’, 29’ Mucelli |
| Haimona 76’           | drop |                      |

| Arbitro: | Blessano (Treviso) |

|                            |      |                              |
| Cazzola 3’ Barion 42’, 72’ | mt   | 33’ Scalzo 40+7’ De Michelis |
| Benetti 3’, 72’            | tr   | 33’ Diana                    |
| Benetti 30’, 36’, 51’      | c.p. | 11’, 48’ Diana               |
| Boarato 8’                 | drop |                              |

| Arbitro: | Bertelli (Brescia) |

|                                                          |      |             |
| Centron 17’ Montani 20’ Zecchin 36’ Damo 48’ Bressan 52’ | mt   | 67’ Barroni |
| Mucelli 17’, 20’, 48’, 52’                               | tr   |             |
|                                                          | c.p. | 23’ Haimona |

### Finale
| Arbitro: | Liperini (Livorno) |

|                  |      |                  |
|                  | mt   | 73’ Zanusso      |
|                  | tr   | 73’ Brussolo     |
| Benetti 76’, 79’ | c.p. | 11’, 25’ Mucelli |
| Benetti 6’       | drop |                  |

## Verdetti
- San Donà: Campione d'Italia serie A, promossa in Eccellenza 2012-13
- Capitolina: promossa in serie A1 2012-13
- Paese e Avezzano: riassegnate in serie A2 2012-13 dopo play-out
- Livorno e Grande Milano: retrocesse in serie B 2012-13 dopo play-out